# عبد الكريم زهر الدين
 عبد الكريم زهر الدين (1917 - 2009) هو سياسي وقائد عسكري ووزير دفاع سوري.

## مهام تولاها
- منصب وزارة الدفاع إضافة إلى منصبه الأصلي في حكومة بشير العظمة بين 16 نيسان 1962 و17 أيلول 1962.
- ثم في حكومة خالد العظم من17 أيلول 1962 حتى 8 آذار 1963.

## الأوسمة التي حاز عليها
1. «نال ثناء القائد الأعلى لجيش الشرق».
2. «وسام الاستحقاق السوري من الدرجة الأولى.»
3. «وسام الإخلاص من الدرجة الممتازة.»
4. «وسام الجيش العربي السوري.»
5. «وسام ذكرى قيام الجمهورية العربية المتحدة.»